# A.C. Rodengo Saiano
Associazione Calcio Rodengo Saiano là một câu lạc bộ bóng đá Ý nằm ở Rodengo-Saiano, (BS), vùng Lombardy Ý.
Màu sắc của đội là vàng và xanh.

## Lịch sử
Câu lạc bộ được thành lập vào năm 1983.

### Bốn năm ở Lega Pro Seconda Divisione
Trong mùa giải Serie D 2006-2007, Rodengo đã xếp đầu tiên ở Girone D, do đó lần đầu tiên giành chiến thắng thăng hạng cho Serie C2, tầng thứ tư của bóng đá Ý. Đội đã tham gia giải đấu Scudetto Dilettanti nhưng bị loại ở vòng bảng.
Trong mùa giải thường niên Serie C2 2007-08, Rodengo đã hoàn thành một phần ba đáng ngạc nhiên trong Girone A, và đủ điều kiện cho các trận playoff quảng cáo. Đội đã bị đánh bại bởi Lumezzane hạng tư trong trận bán kết, 2-1 chung cuộc, do đó, còn lại trong Lega Pro Seconda Divisione cho mùa giải 2008-09.
Cũng trong 2008-09 Lega Pro Seconda Divisione Rodengo về thứ tư trong Girone A, đủ điều kiện cho các trận playoffs quảng cáo. Đội đã bị loại bởi Lumezzane ở vị trí thứ ba trong trận bán kết, 1-1 chung cuộc nhưng bị loại do xếp thấp hơn, do đó, ở lại Lega Pro Seconda Divisione cho mùa giải 2009-10.
Thay vào đó trong mùa giải 2009-10 Lega Pro Seconda Divisione Rodengo chỉ hoàn thành thứ bảy trong Girone A và thứ tám trong mùa giải 2010-11.

### Thanh lý
Đội không tham gia Lega Pro Seconda Divisione 2011-12 và bị loại khỏi hệ thống bóng đá.